# Elsa Devassoigne
Elsa Devassoigne (* 17. Oktober 1969 in Schœlcher, Martinique) ist eine ehemalige französische Leichtathletin, die sich auf den Sprint spezialisiert hat.

## Sportliche Laufbahn
Erste internationale Erfahrungen sammelte Elsa Devassoigne vermutlich im Jahr 1987, als sie bei den Junioreneuropameisterschaften in Birmingham im Finale im 200-Meter-Lauf disqualifiziert wurde und mit der französischen 4-mal-100-Meter-Staffel in 45,66 s die Bronzemedaille gewann. Im Jahr darauf belegte sie bei den Juniorenweltmeisterschaften in Greater Sudbury in 3:40,69 min den achten Platz mit der 4-mal-400-Meter-Staffel. 1991 gelangte sie bei den Hallenweltmeisterschaften in Sevilla mit 3:34,05 min auf den fünften Platz im Staffelbewerb und im Juli siegte sie bei den Mittelmeerspielen in Athen in 3:31,00 min und stellte damit einen neuen Spielerekord auf. Im Jahr darauf schied sie bei den Olympischen Sommerspielen in Barcelona mit 52,85 s im Halbfinale im 400-Meter-Lauf aus und anschließend wurde sie beim IAAF World Cup in Havanna in 53,40 s Siebte über 400 Meter und gelangte im Staffelbewerb mit 3:36,48 min auf Rang sieben. 1993 siegte sie bei den Mittelmeerspielen in Narbonne in 52,44 s über 400 Meter, ehe sie bei den Weltmeisterschaften in Stuttgart mit 52,81 s nicht über den Vorlauf hinauskam. Zudem belegte sie mit der Staffel in 3:27,08 min im Finale den fünften Platz. 1996 gelangte sie bei den Olympischen Sommerspielen in Atlanta mit 3:28,46 min im Finale den achten Platz im Staffelbewerb. Im Jahr darauf belegte sie bei den Mittelmeerspielen in Bari in 53,16 s den siebten Platz über 400 Meter und gewann mit der Staffel in 3:30,62 min die Silbermedaille hinter dem italienischen Team. Daraufhin beendete sie ihre aktive sportliche Karriere im Alter von 28 Jahren.
1996 wurde Devassoigne französische Meisterin im 400-Meter-Lauf.

## Persönliche Bestleistungen
- 400 Meter: 51,75 s, 2. August 1992 in Barcelona